# Pečice (gmina Brežice)
Pečice – wieś w Słowenii, w gminie Brežice. W 2018 roku liczyła 98 mieszkańców.